# Кордієрит
Кордієрит — мінерал класу силікатів. Метасилікат магнію та алюмінію кільцевої будови.

## Історія та етимологія
Мінерал був відомий Аврааму Готтлобу Вернеру (1749—1817) і отримав назву «іоліт» — від грецька ἴον [іон] — «фіолетовий» і λίθος [літос] — камінь, разом «фіолетовий камінь» — через його чорно-блакитний колір, який має тенденцію до фіолетового, що нагадував Вернеру фіалку.
У 1809 році французький мінералог П'єр Луї Антуан Кордьє (1777–1861) дав мінералу назву «Dichroite» («двоколірний»; див. «Description du dichroite», опублікований у 1809 році). Однак, оскільки властивість мінералу насправді є плеохроїзм, французький мінералог та колекціонер Дж. А. Г. Лукас (J. A. H. Lucas) у 1813 році перейменував його в кордієрит.

## Загальний опис
Хімічна формула: Mg2Al3[AlSi5O18] або (Mg; Fe
2+)2Al4Si5O18.
Містить (%): MgO — 13,68; Al2О3 — 34,96; SiO2 — 51,36.
Домішки: FeO, CaO, Na2O.
Сингонія ромбічна.
Густина 2,57-2,66.
Твердість 7-7,5.
Безбарвний, синій.
Блиск скляний.
Злам раковистий.
Крихкий.
Диморфний з індіалітом; утворює ряд із секанінаїтом (багатий на залізо аналог кордієриту).
Асоціація: силіманіт, калійний польовий шпат, мусковіт, біотит, корунд, шпінель, гранат,
андалузит.
Породотвірний мінерал кордієритових ґнейсів і сланців. Поширений в термічно метаморфізованих глинистих відкладеннях. Характерний для порід з надлишком алюмінію і малим вмістом лугів та кальцію. Іноді пов'язаний з пегматитовими утвореннями. Знаходиться також у магматичних породах (андезитах і гранітах). Прозорі різновиди кордієриту використовують як дорогоцінне каміння.
Знахідки відомі в ряді країн світу: Баварія, Німеччина; Орійярві та Леппявірти, Фінляндія. У Норвегії, в Крагерао. У районі гори Біті, Мадагаскар. Також у Зімбабве, Намібії, Шрі-Ланці, у Індії, Австралії (Північна територія), Україні. У США, штати Нью-Гемпшир, Коннектикут та ін. В Канаді, провінція Манітоба.

## Різновиди
Розрізняють:
- кордієрит бериліїстий (відміна кордієриту з околиць Вежни (Моравія, Чехія), яка містить до 1,94 % ВеО);
- кордієрит водний (змінений кордієрит);
- кордієрит залізистий (відміна кордієриту з родовища Сасаго (Японія), яка містить до 15,5 % FeO);
- кордієрит-пініт (змінений кордієрит);
- α-кордієрит (кордієрит);
- β-кордієрит (штучна низькотемпературна поліморфна модифікація кордієриту, яка синтезована за гідротермальних умов);
- γ-кордієрит (індіаліт — магніїстий різновид кордієриту, Mg2Al3[AlSi5O18]).
- кордфефагіт — кордієрит з підвищеним вмістом води та Fe2+. Прихованокристалічна асоціація слюд та інших шаруватих силікатів. Осн. знахідка — гранітоїди Бердичівського масиву (Україна).

## Галерея

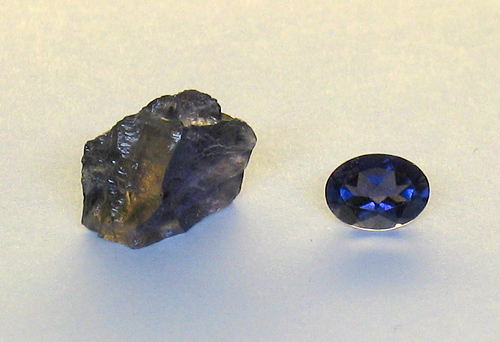
Необроблений зразок мінералу ліворуч і праворуч огранений камінь
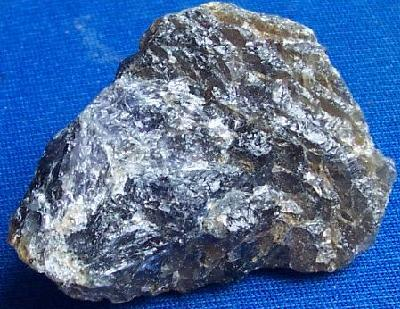
Кордієрит з Мадагаскару
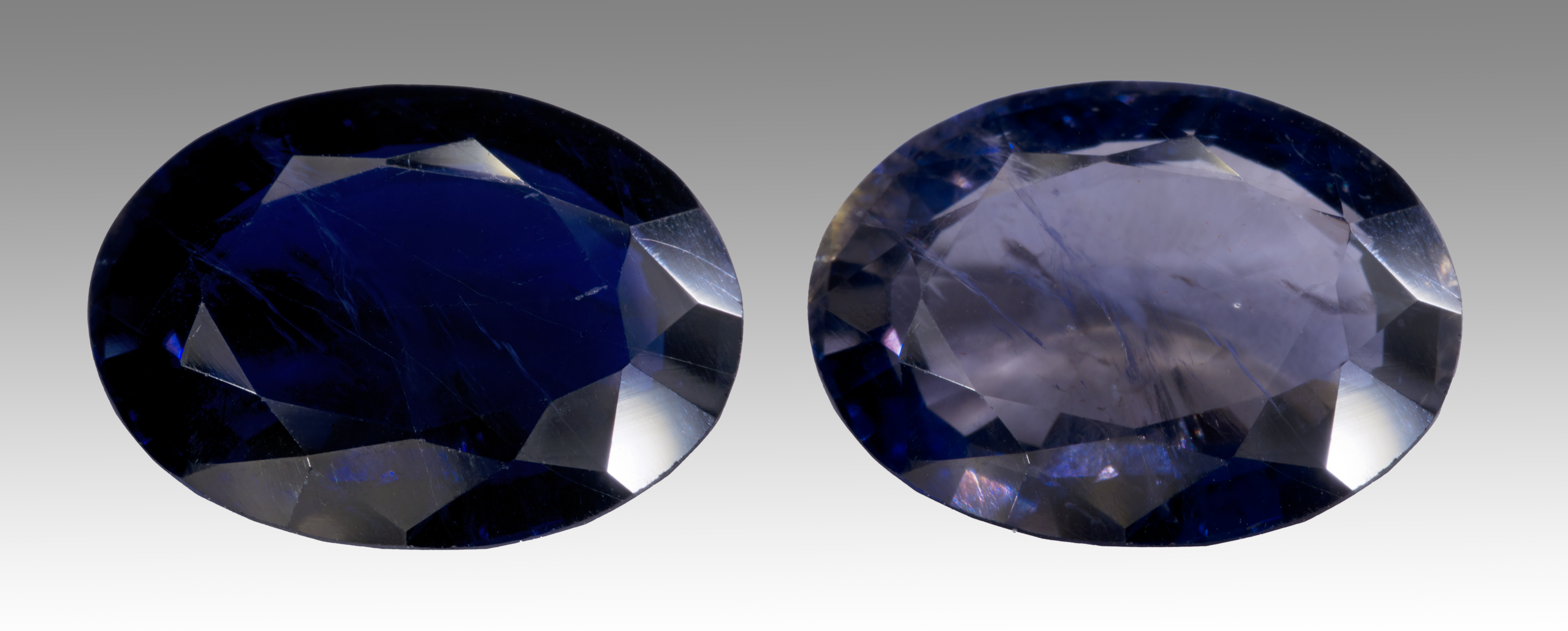
Поліхроїзм кордієриту
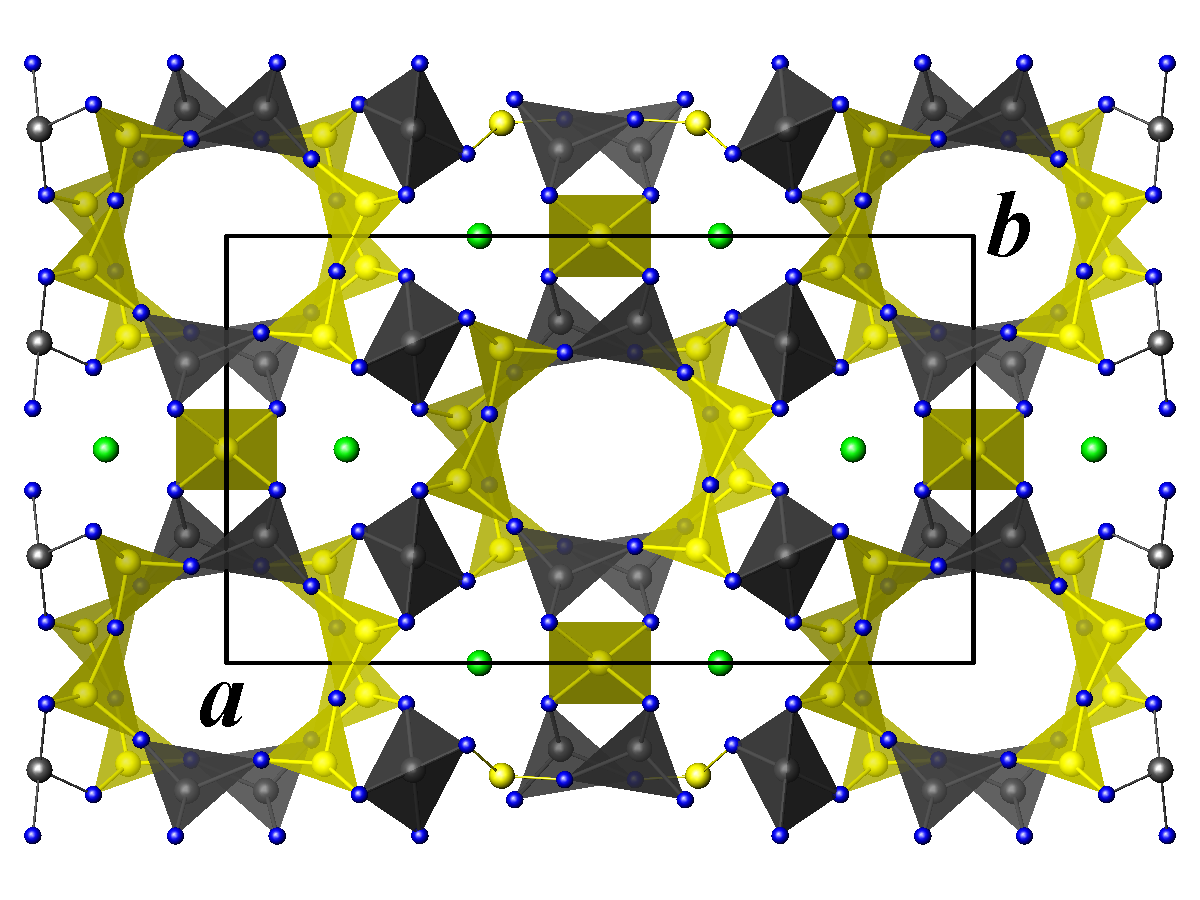
Кристалічна структура кордієриту